# 卡桑火箭
卡桑火箭（阿拉伯语：‎，羅馬化：Ṣārūkh al-Qassām）是一种採用固態發動機的土制火箭弹，得名於哈马斯麾下的準軍事部隊卡桑旅。在2001年首次推出，有三款已经生产和使用。其他巴勒斯坦军事组织也模仿开发了自己的类似产品。

## 研制历史

### 研制背景
2001年，为了缓解以色列防御墙的建立以后，应对巴勒斯坦武装分子袭击以色列愈发困难的局面，哈马斯开发了这种简易武器。

### 研发人
2004年10月21日，加沙地区被“定点清除”的哈马斯的高级军事领导人阿德南·古勒被巴勒斯坦人称为“卡桑火箭之父”。他于1988年加入当哈马斯组织，并帮助其发展军事力量。1996年成为哈马斯组织内的首席炸弹专家。他研发了包括卡桑火箭、反坦克、对空武器等多种军事装备。。

## 武器規格

### 种类
- 卡桑-1，生产始于2001年9月的第二次巴勒斯坦大起义，射程3-4.5KM
- 卡桑-2，射程12KM
- 卡桑-3，射程16KM

### 构造
卡桑火箭设计的目的似乎是使用常用工具和组件达到易用性和生产速度。卡桑火箭构建极为简单：
- 战斗部：使用3KG左右的TNT或者硝酸尿素填充的弹头。
- 弹体：使用铁管和金属片焊接。
- 固体火箭燃料：硝酸盐化肥和白糖等一些简单原料制成的混合物。

### 优缺点

#### 优点
- 构造简单
- 获得材料容易
- 生产技术简单
- 便于大量生产

#### 缺点
- 生产火箭固体燃料相当危险
- 火箭发射之后产生的氮氧化物暴露目标
- 火箭因为本身结构的问题命中精度不高

## 生产
卡桑火箭主要在加沙生产，但以色列已经发现了在约旦河西岸的几个临时搭建的火箭作坊。大部分用来制造火箭的原材料都来自基本的民用工业，其他材料是从以色列境内进口或偷盗，或通过从埃及走私的隧道走私。火箭燃料是由硝酸钾肥料和糖的混合物。火箭弹体是由装满炸药和推进剂普通金属管组成。用于制造这些设备并不需要先进的技术，可以在简单的五金商店获得材料在车库制作。

### 火箭固体燃料制备[4]
过程如下：
- 第一部分，制作氧化剂（重结晶）
- 第二部分，制作推进剂
- 第三部分，制作发动机

### BP配方
BP指黑火药（Black Powder）。

### KNSU配方
KNSU指硝酸钾（KNO3）和蔗糖（Sugar）。根据加入不同的添加剂，可以得到更多种不同的组成。其原理是氧化还原反应.

### KNDX配方
KNDX，意即硝酸钾（KNO3）与葡萄糖为主构成的燃料。DX，即葡萄糖（C6H12O6）。葡萄糖分为有无水葡萄糖（C6H12O6）和一水葡萄糖（C6H12O6·H2O）两种，因此，从主要原料上来讲，KNDX有两种原料组成。根据加入不同的添加剂，可以得到多种不同的组成。

### RNX配方
RNX指硝酸鉀–三氧化二鐵-環氧樹脂（KNO3/Fe2O3/Epoxy）。

## 使用
使用固定发射架，或者使用汽车甚至三轮车等发射载具。使用时要配合指南针、地图来测定方位。
2002年2月10日是第一次巴勒斯坦人发射火箭进入以色列境内。一枚火箭弹击中基布兹萨阿德（Kibbutz Saad）。2002年3月5日，两枚火箭弹射中以色列南部城市斯德洛特，这标志着巴勒斯坦人的火箭弹首次击中以色列城市。

## 影响
卡桑火箭的发射会导致以色列人出于安全考虑进行大规模的移民，极大地扰乱日常生活和政府管理。

## 衍生类型
尽管哈马斯拥有巴勒斯坦武装分子中最先进的火箭制造和发射能力，其他组织也做出了类似的武器。如：
- 巴勒斯坦伊斯蘭聖戰運動的圣城火箭（al-Quds rocket）
- 阿克薩烈士旅的阿克萨火箭（al-Aqsa rocket）
- 人民抵抗委員會（英语：Popular Resistance Committees）的纳赛尔火箭（al-Nasser rocket）
- 解放巴勒斯坦人民陣線的堅定火箭（Samoud rocket）
- 法塔赫的奮鬥火箭（Kafah rocket）
- 坦茲姆（英语：Tanzim）的莎莉亞火箭（Saria rocket）

## 防御
以色列开发了铁穹系统来防御卡桑火箭，并使用无人机、空军和地面部队来破坏火箭发射器、生产作坊和存储点。